# Czasiw Jar
Czasiw Jar (ukr. Часів Яр) – miasto w obwodzie donieckim Ukrainy.
Bogate złoże wysokiej jakości iłów ogniotrwałych. Największa w Ukrainie fabryka wyrobów ogniotrwałych. Stacja kolejowa.

## Historia
Osada powstała pod koniec XIX wieku
w związku z rozwojem złoża gliny ogniotrwałej.
Osada ucierpiała w wyniku Hołodomoru z lat 1932–1933: według ukraińskich danych zmarło 387 osób.
W 1938 roku osada typu miejskiego stała się miastem.
Podczas II wojny światowej od 21 października 1941 do 5 września 1943 miasto było okupowane przez wojska niemieckie.
W 1957 w Czasiw Jarze działało największe przedsiębiorstwo w ZSRR do produkcji gliny ogniotrwałej, Czasiwska fabryka wyrobów ogniotrwałych, sześć szkół, jedna szkoła fabryczna, dwa pałace kultury, 14 bibliotek, cztery kluby i dwa stadiony. Później zbudowano też fabrykę konstrukcji żelbetowych „Gidrożelbeton” i otwarto lokalne muzeum historii.

### Inwazja Rosji na Ukrainę
W czasie inwazji Rosji na Ukrainę, 9 lipca 2022 stacja kolejowa została zniszczona przez rosyjski ostrzał. Częściowo zniszczone zostały dwa pięciopiętrowe budynki. W jednym z domów dotkniętych przez ostrzał znajduje się internat, w którym przebywali cywile. Całkowicie zniszczone zostały dwa wejścia. Spod gruzów wydobyto 48 ciał, w tym jedno dziecko. Udało się uratować 9 osób.
Siły rosyjskie rozpoczęły ofensywę w kierunku Czasiw Jaru 26 grudnia 2023. Według Naczelnego Dowódcy Sił Zbrojnych Ukrainy, Ołeksandra Syrskiego, Rosja wznowiła ofensywę lądową w kierunku Czasiw Jar od 3 stycznia 2024. Syrski poinformował, że siły rosyjskie przeprowadziły główną ofensywę na północ od miasta, od strony wsi Bohdaniwka. Spośród 800 pozostałych mieszkańców miasta, głównie starszych osób, prawie wszyscy zadeklarowali, że ewakuują się wraz z siłami ukraińskimi, jeśli miasto zostanie zdobyte przez siły rosyjskie. Pierwsze walki w kwietniu 2024 rozpoczęły bitwę o Czasiw Jar.
31 lipca 2025 potwierdzono zdobycie Czasiw Jaru przez Rosjan.

## Demografia
- 1989 – 19 804[3][16]
- 2013 – 13 999[17]
- 2019 – 12 928[18]
- 2021 – 12 557[1]
- 2025 – 151[19]